# Kévin Sireau
Kévin Sireau (Châteauroux, 18 april 1987) is een Frans voormalig wielrenner.

## Carrière
Sireau behaalde met de Franse ploeg de wereldtitel teamsprint in 2008 en 2009. In 2011 won Sireau opnieuw de teamsprint op het wereldkampioenschap. Deze titel moest de Franse ploeg echter weer afstaan na een schorsing van Grégory Baugé.
Op de Olympische Spelen van 2008 in Peking won hij samen met Arnaud Tournant en Grégory Baugé de zilveren medaille op de teamsprint.
In 2017 zette hij een punt achter zijn loopbaan.

## Belangrijkste resultaten
2005
- Europees kampioenschap teamsprint junioren
- Wereldkampioenschap teamsprint junioren
- Wereldkampioenschap 1km tijdrit junioren
- Wereldkampioenschap sprint junioren

2006
- Frans kampioenschap Sprint
- Frans kampioenschap Keirin

2007
- Europees kampioenschap keirin onder 23 jaar

2008
- 1e Wereldbeker Los Angeles teamsprint (met Didier Henriette en Arnaud Tournant)
- 1e Wereldbeker Kopenhagen teamsprint (met Grégory Baugé en François Pervis)
- 1e Wereldbeker Kopenhagen sprint
- Wereldkampioenschap teansprint (met Grégory Baugé en Arnaud Tournant)
- Frans kampioenschap Sprint
- Frans kampioenschap Keirin
- Olympische Spelen teamsprint (met Grégory Baugé en Arnaud Tournant)
- Europees kampioenschap sprint onder 23 jaar
- 1e Wereldbeker Cali Sprint

2009
- 1e Wereldbeker Peking teamsprint (met Mickaël Bourgain en François Pervis)
- 1e Wereldbeker Kopenhagen keirin
- Wereldkampioenschap teansprint (met Mickaël Bourgain en Grégory Baugé)
- Wereldkampioenschap sprint

2010
- Wereldkampioenschap teamsprint (met Michaël D'Almeida en Grégory Baugé)
- Wereldkampioenschap sprint
- Europees kampioenschap teamsprint (met Michaël D'Almeida en François Pervis)
- Europees kampioenschap sprint
- Frans kampioenschap Sprint
- Frans kampioenschap Keirin
- 1e Wereldbeker Cali teamsprint (met Michaël D'Almeida en Grégory Baugé)
- 1e WeReldbeker Cali sprint

2011
- 1e Wereldbeker Peking teamsprint (met Michaël D'Almeida en François Pervis)
- 1e Wereldbeker Peking sprint
- 1e Wereldbeker Manchester sprint
- 1e Wereldbeker Manchester teamsprint (met Michaël D'Almeida en Grégory Baugé)
- Europees kampioenschap teamsprint (met François Pervis en Mickaël Bourgain)
- Europees kampioenschap sprint